# Marcel Reich-Ranicki
Marcel Reich-Ranicki (Włocławek, 2. lipnja 1920. – Frankfurt na Majni, 18. rujna 2013.) bio je književni kritičar poljsko-njemačkog podrijetla i član skupine književnika Gruppe 47. Smatra se jednim od najutjecajnijih suvremenih književnih kritičara na području njemačke književnosti. U njemačkom govornom području bio je poznat i pod nadimkom Literaturpapst („Papa književnosti“).
Marcel Reich-Ranicki rođen je 2. lipnja 1920. u poljskom gradu Włocławek. Odrastao je u Berlinu. Preminuo je 18. rujna 2013. u Frankfurtu, nakon što mu je dijagnosticiran rak prostate.